# St. Anna (Reinhardsried)

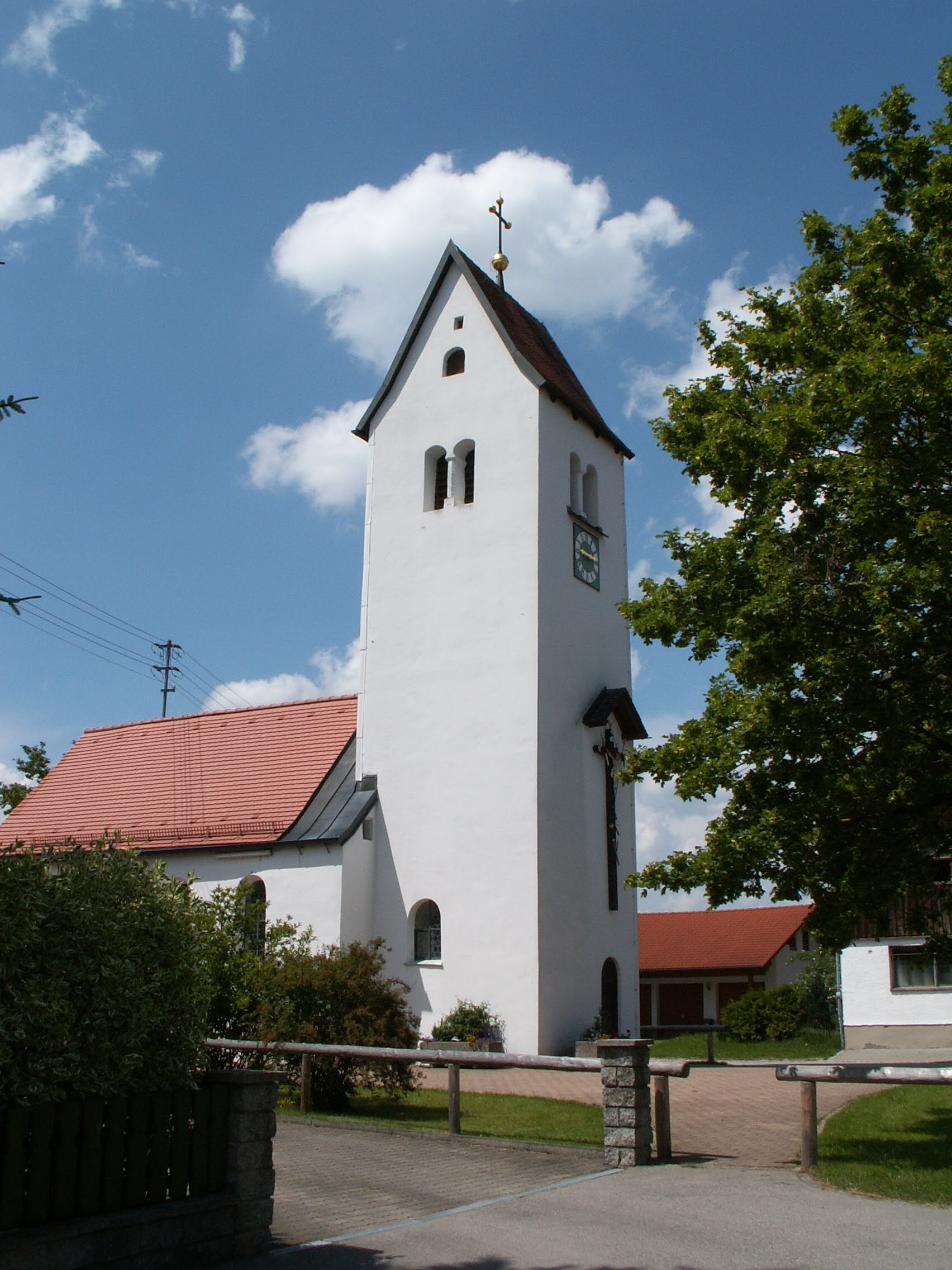
St. Anna in Reinhardsried

Die römisch-katholische Filialkirche St. Anna steht in Reinhardsried, einem Gemeindeteil des Marktes Unterthingau im schwäbischen Landkreis Ostallgäu in Bayern. Das denkmalgeschützte Bauwerk ist in der Liste der Baudenkmäler in Unterthingau  unter der Nr. D-7-77-175-23 eingetragen.

## Beschreibung
Die Saalkirche wurde um 1500 erbaut. Sie besteht aus einem Langhaus, das um 1605 nach Westen verlängert und im 17./18. Jahrhundert umgestaltet wurde, und einem Chorturm auf quadratischem Grundriss im Osten, dessen oberstes Geschoss hinter den als Biforien gestalteten Klangarkaden den Glockenstuhl beherbergt. Darauf sitzt quer ein Satteldach. Auf der Ostseite des Chorturms ist unterhalb der Klangarkade das Zifferblatt der Turmuhr angebracht. Das Portal befindet sich in einem Anbau an der Südwand des Langhauses. Zur Kirchenausstattung gehört ein Altar, der vor dem Zweiten Weltkrieg im Chor, d. h. im Erdgeschoss des Chorturms aufgestellt wurde.